# Stenasilus impendens
Stenasilus impendens là một loài ruồi trong họ Asilidae. Stenasilus impendens được Wiedemann miêu tả năm 1828. Loài này phân bố ở vùng Tân nhiệt đới.